# Comme dans un conte
Comme dans un conte est un roman de l'écrivain sud-coréen Kim Kyung-uk publié en 2010.

## Résumé
Histoire d'amour moderne entre deux personnes qui ne cessent de se chercher, de se perdre et de se retrouver, Comme dans un conte commence par deux courts contes racontant la même histoire d’amour entre la Reine des larmes et le Roi du silence, du point de vue de la reine d’une part, et d’autre part du point de vue du roi. Ensuite, le roman est découpé en quatre parties, elles-mêmes divisées en cinquante-quatre chapitres.

### Première partie
« La rose qui s’ouvre la nuit »
Rencontre entre Bek Jang-mi (Rose Blanc en coréen) et un étudiant en dentisterie, Soh Jeong-u, dans un restaurant à l’occasion de l’accueil des nouveaux dans le cercle des Amateurs de Chant. Elle désire séduire un des membres du Cercle, mais après sa piètre prestation elle se réfugie aux toilettes et ne l’entend pas chanter...
« Des roses rouges le mercredi »
Myeong-jé au restaurant du campus aperçoit une fille, Jang-mi, pour la première fois. Elle appartient au Cercle des Amateurs de Chant. Il rejoint le groupe dans l’espoir de se rapprocher d’elle. Seulement, il chante la chanson qu’elle déteste le plus. Tous rient de sa mauvaise prestation, mais elle a les larmes aux yeux.
« Les vérités incommodes du jeu de la vérité »
Au cours d’un voyage sur l’île Nami, les nouveaux se prêtent au jeu de la vérité. Celui-ci se termine par une question de Jang-mi à Myeong-jé, dit crapaud, qui ne répond rien et s’enfuit. Ceci jette un froid sur l’assemblée qui finit par s’éparpiller. Jang-mi aperçoit ensuite Soh Jeong-u en compagnie de Han Seo-yeong, sa rivale, sur un bateau-canard, en train de s’enfoncer dans le noir. Elle s’endort en rêvant que Jeong-u lui caresse la main, ou bien est-ce la réalité ?
« Le prince grenouille sur un cygne »
Myeong-jé se voit invité par Han Seo-yeong à partir à deux faire un tour de pédalo. Cela survient après la fuite du jeune homme face à la question de Jang-mi. On apprend également que sa mère lui racontait un conte allemand d’un prince devenu grenouille et que son surnom au lycée était crapaud.
« Comment on reconnaît le vrai prince »
Dans le train du retour, Jang-mi ne peut s’empêcher de fixer les mains de Soh Jeong-u, et celui-ci le lui fait remarquer. Descendu à la station de Cheong-nyang-ni, ce-dernier la suit en direction de la station de bus, et finit par lui proposer un duo pour le Festival Étudiant de la Chanson.
« Comment on reconnaît la vraie princesse »
Myong-jé a-t-il tenu la main à Jang-mi ou à Seo-yeong la nuit du jeu de la vérité ? La question reste en suspens jusqu’à leur retour à Séoul. Seo-yeong décline sa proposition d’aller voir un film de Kung-fu avec lui, prétextant un rendez-vous, et que le film ne l’intéresse pas...
« La reine des neiges »
Soh Jeong-u donne des partitions à Bek Jang-mi pour le concours. Ceci permet aux deux jeunes gens de se voir plus souvent, et qui plus est rien qu’à deux pour la plus grande joie de Jang-mi. Mais un soir, sa mère l’attend avec les partitions à la main et lui interdit de « devenir une saltimbanque », la jeune fille se rebelle et le lendemain se réveille avec les cheveux coupés n’importe comment.
« La loi de l’entropie »
Sur le retour chez lui, Myeong-jé se remémore sa discussion avec Seo-yeong. Chez lui, il met tout cela par écrit, et son frère aîné lui pique son cahier et se moque de ce qu’il pense être un scénario. Toutes ses pensées vont vers la jeune fille, même pendant le cours sur le deuxième principe de la thermodynamique...
« Six étapes du changement psychologique que connaît Raiponce avant d’accepter ses cheveux coupés »
Comment Jang-mi a vécu les jours suivant ses cheveux coupés par sa mère. Lorsque Jeong-u l’appelle, inquiet, elle lui dit qu’elle est malade et ne pourra pas participer au concours... Puis, après huit jours,  elle se fait couper et teindre les cheveux. À son retour chez elle, elle apprend que Han Seo-yeong a téléphoné, inquiète de ne plus la voir en cours. De retour en cours, elle se retrouve sans voix, la gorge endolorie. Elle se rend aux urgences où elle est perfusée et retrouve sa voix.
« Le syndrome de Steve Blass »
Alors que les étudiants se rassemblent dans le stade pour protester contre les magouilles de politiques, Myeong-jé reste obnubilé par Seo-yeong. Les altercations entre CRS et les étudiants se multiplient à la sortie du stage. Myeong-jé est sollicité par le président du Cercle des Amateurs de Chant pour lancer des cocktails Molotov sur la police. Mais touché par le syndrome de Steve Blass, il est incapable d’effectuer un bon lancer. De retour chez lui, son père lui tend sa convocation sous les drapeaux.

### Deuxième partie
« Foudre ou loterie »
Myeong-jé retrouve elle six ans plus tard, au guichet d’une banque près de son travail.
« L’énigme de madame Mara »
Lui réapparaît devant Jang-mi six ans après. Mais elle disparaît de la succursale où il l’avait retrouvée.
« Aussi loin que l’avenue de Téhéran, à la porte Gwang-Hwa-Mun »
Elle fait parvenir à Myeong-jé sa carte par une collègue restée dans sa succursale d’origine. Ceci leur permet de se retrouver.
« Café ou jus d’orange ? »
Quand elle était à l’Université avec Jang-mi, une rencontre entre filles et garçon était organisée lors de meeting. Choisir un café signifiait que le garçon plaisait, sinon la fille choisissait un café.[à vérifier] Cet accord convenu entre les filles décidait de la mise en couple ou non. Avec Lui, elle hésitait entre jus d’orange et café.
« La naine qu’avait aimée le prince grenouille »
Myeong-jé et Elle se retrouvent devant un plat de naeng-myeon, plat devant lequel il perd l’envie de parler, encore plus que tout autre. La conversation s’entame principalement lorsqu’ils vont dans une cafétéria pour prendre un verre. Après leur rdv, Myeong-jé raccompagne Elle mais a un accident de voiture.
« L’homme qui a mis le monde sens dessus dessous »
Après l’accident, ils se remémorent leurs souvenirs de la fac, mais leur vision des choses est différente. Au cours de la conversation, il lui apprend que sa mère est décédée...
« Froide est la main du destin »
En prenant la main l’un de l’autre, ils se rendent compte qu’ils ont fait la même chose sur l’île de Nami  quelques années plus tôt, lors du voyage avec leur groupe universitaire.
« Les trois épreuves »
Au grill-room qu’elle a choisi, la fois suivante, Myeong-jé réussit avec succès les trois épreuves : choisir la bonne combinaison plat-boisson, trouver la devinette et manger son poulet sans laisser de viande.
« Ce qu’il faut pour bien embrasser »
Petite ballade après le grill-room jusqu’au belvédère de la  tour de Namsan, jusqu’au baiser, parfait.
« Le Petite Chaperon rouge et le Loup »
Trente trois jours après leur retrouvaille, Lui l’a invité à manger à son domicile, le week-end. Ce n’était pas sa première expérience. Jang-mi avait déjà eu un rapport sexuel avec son précédent petit-ami, même si cela s’était passé dans des conditions un peu maladroites... Lorsqu’elle lui désigne une fleur, Lui lui donne son nom et sa signification.
« Le loup et le petit chaperon rouge »
Après avoir fait l’amour, Elle demande à Myeon-jé si cela ne le dérangerait pas de rencontrer son père. Il acquiesce.
« Les mots qu’on échange en donnant et recevant une ceinture d’or »
Violente dispute entre Maman et Jang-mi à propos de Lui, mais finalement, elle accepte de venir avec son mari pour rencontrer les parents de son futur gendre. La rencontre se passe très bien. Le père de Jang-mi offre même une ceinture au père de son gendre.
« La cérémonie de mariage selon la loi de Murphy »
L’organisation du mariage et son déroulement ne se passent pas exactement comme prévu... C’est cependant principalement l’annulation de leur voyage de noces qui affecte le plus Myong-jé, plus que de voir la mariée pleurer un jour comme celui-ci.

### Troisième partie
« Bleu est le lever du jour à Jeju-do »
Les règles de Jang-mi ont une semaine d’avance et elle n’a pas pensé à se munir de serviettes hygiéniques. En sortant vers la salle des invités, elle tombe sur Soh Jeong-u, un ancien du cercle. Au cours de la cérémonie, elle apprend que leur voyage de noces est annulé à cause de la faillite de la société, et la nouvelle se répand dans l’assemblée. Soh Jeon-u vient à leur secours en leur proposant une chambre dans l’hôtel d’un ami à Jeju-do, avec un trajet de nuit en car-ferry depuis Incheon. Sur le trajet, Soh Jeong-u, qui fait partie de la traversée pour retourner chez lui, demande à Jang-mi pourquoi, six ans auparavant, elle a renoncé à participer au Festival Étudiant des Chansons.
« Bleu est le cœur de la nuit à Jeju-do »
À son réveil, Myeong-jé se retrouve seul dans la cabine. Elle n’est pas là. Il l’aperçoit à la proue du navire en compagnie de Soh Jeong-u, mais n’intervient pas et retourne à la cabine avant qu’elle n’y revienne. À terre, après s’être restauré et pris leur chambre, ils font un tour sur l’île, visitant le jardin botanique Yeomiji, le port de Seong-san-po, où elle fait même un peu de cheval, et le Musée du folklore. Mais, lors d’un repas, il reste sans appétit, tracassé par la question de la relation passée de Elle avec Soh Jeong-u. Et, tiraillé par la faim, il se lève en pleine nuit pour manger des nouilles instantanées, mais faute de baguettes, réveille Elle pour lui en demander...
« J’ai mal aux oreilles »
Réveillée en pleine nuit pour une histoire de baguette, elle lui cache que celles-ci sont rangées dans la poche extérieure de la valise. Cependant, elle sait pertinemment pourquoi il se comporte de cette manière. C’est à cause de Soh Jeong-u. Et lorsque le gérant de l’hôtel parle d’aller visiter la ferme de chevaux du père de Soh Jeong-u, cela débouche sur une dispute. Et finalement, elle s’en va, reprenant l’avion pour le continent, et Lui ne la retient pas.
« Ce qu’il faut préparer avant que l’eau de la baignoire refroidisse »
Il compte jusqu’à dix, pensant qu’Elle serait revenue avant qu’il ait fini, mais Elle ne revient pas. Il effectue ses soins habituels, mais elle ne revient toujours pas. Une heure après, sorti de son bain dont l’eau était devenue froide, il réalise. Il réunit ses affaires, et saute dans un taxi en direction de l’aéroport. Dans la voiture, il se rappelle son numéro de téléphone et le compose sur celui du taxi. À l’aéroport, il trouve un foulard qui lui est familier. C’est le sien. Une fois arrivé à l’aéroport de Gimpo, il lui téléphonait à chaque fois qu’il trouvait une cabine téléphonique, puisque son portable était introuvable. Finalement, apercevant la tour de Namsan, il monte dans un taxi et en prend la direction. Là, Myeong-jé retrouve Elle.
« Ce qu’il faut vérifier avant de remplir la baignoire »
La vie conjugale est moins palpitante que celle d’amants. Jang-mi s’éloigne peu à peu de son mari avec qui elle ne partage que peu de choses en fait. Un soir même, elle écrit un message à Song-u et ne fait pas l’amour avec son mari...
« Le hors-jeu fatidique »
Au chômage à cause des difficultés économiques nationales et de l’entreprise, il part du matin au soir pour faire comme s’il allait travailler. Il fume beaucoup. Un soir, au lieu de regarder un match de football, il prend Elle, et lui dit qu’il l’aime, mais elle ne se montre pas particulièrement enthousiaste.
« Ce que Barbe-Bleu cachait dans la chambre interdite »
Jang-mi se propose d’abandonner son travail et de faire un enfant. Lui s’y oppose fermement, puisqu’ils se sont promis cela uniquement lorsqu’ils auront investi un appartement. Un jour, un coup de fil lui apprend que son mari est au chômage. Au cours du repas, elle le confond, mais il persiste à mentir, ce qui la blesse le plus, bien plus que d’apprendre qu’il est au chômage...
« Le passé est le futur du présent »
Elle lui jette à la figure qu’un ancien copain de fac lui a annoncé que son mari était au chômage. Ce qui le tracasse le plus n’est pas qu’elle a découvert le pot-aux-roses, mais qu’elle continue probablement à voir Soh Jeong-u.
« Le présent est le passé du futur »
Le soir où Jeng-mi avait découché, elle avait passé la soirée avec Soh Jeong-u, au bord de la mer, à la suite de son invitation le jour de son anniversaire. Ayant bu un peu trop, elle avait fini par passer la nuit là-bas, sans penser à prévenir son mari, qui ne la questionna pas. Une gueule de bois, un trou de mémoire, elle ne parvient pas à se souvenir si elle Soh Jeong-u se sont embrassés. Dans le café où tout a commencé entre eux, la question de la séparation est évoquée.
« Le temps a un grand pouvoir, mais... »
Elle accepte la séparation. Myeong-jé, au fond de sa tristesse est soulagé. Le lendemain, Elle  avait déjà emporté une partie de ses affaires. Il se tourne vers Rouflaquette, son vieil ami de fac avec qui il travaille sur un jeu de baseball en ligne, ce qui lui rapporte bien peu. Il n’avait plus aucun contact avec Elle. Le jeu en ligne qu’ils ont lancé s’intitule Le Diamant en feu. Un jour, il apprend que Soh Jeong-u va se marier avec la fille d’un directeur d’hôpital réputé.
« Plus on essaie »
Jang-mi ressasse tout ce qui s’est passé avec amertume. Tout ce qu’elle a fait ou aurait dû faire peut-être. Sa mère se comporte avec elle comme si elle n’existait pas. Et Soh Jeong-u l’a recontacté et proposé de la revoir quand il viendrait sur Séoul. Un jour, en visite à Namsan, elle entend trois fois leur chanson. La nuit, elle décide de l’appeler. Elle se met à écrire un conte d’une princesse toujours sur le point de pleurer, quitte son travail, et décide d’un nouveau tournant dans sa vie. 
« L’amour aussi est puissant »
Myeong-jé se rend au mariage de Soh Jeong-u, même s’il n’a pas été invité, en compagnie de Rouflaquette. Il espère y rencontrer Elle. Ce qui se passe, mais il retrouve également une autre camarade d’université, Han Seo-yeong, avec laquelle il passe l’essentiel du repas. À la fin cependant, il propose à Elle de boire un verre, ce qu’elle accepte.
« Les larmes sont le germe de l’amour »
Lorsque Jang-mi raconte son rêve, Lui, qui n’a jamais versé pleuré verse une larme. C’était l’une des trois choses qu’elle désirait le plus avec le fait de voir sa mère rire et ne pas pleurer n’importe quand. Visiblement, toute comme elle, Lui avait changé. Progressivement, ils se rapprochent l’un de l’autre. S’écrivant d’abord, puis sortant de nouveau ensemble, allant même jusqu’à faire l’amour.

### Quatrième partie
« La seconde épouse du prince grenouille »
Le jour du vingt-neuvième anniversaire d’Elle, Myeong-jé lui demande sa main pour la deuxième fois à Namsan.
« Cérémonie de mariage : le cadenas de l’amour et la grenouille d’or »
La veille du mariage, Jang-mi fait un rêve dans lequel elle vole en compagnie d’une grenouille en smoking. 
Sa mère lui offre un cadenas dont elle est censée jeter la clé vers l’est après la cérémonie pour que leur mariage soit une réussite. 
Après le mariage, le couple s’installe avec le père veuf de Myeong-jé.
« Prince du silence ou Prince des larmes »
Elle ne supporte pas l’odeur de décoction de grenouille que son beau-père a un jour préparée pour se soigner. Mais l’odeur persiste bien qu’elle soit la seule à la sentir. Cependant, elle finit par tomber enceinte de l’enfant tant attendu.
« Adieu Gaité ! »
Le test de fécondité que le médecin lui prescrit s’avère négatif. Elle a fait une grossesse nerveuse. Myeong-jé le prend avec philosophie lorsqu’elle le lui apprend. Cependant, elle ne lui dit pas que le médecin lui a également recommandé un psychiatre...
« Guerre des Roses, Guerre de Rose »
Myeong-jé va faire un test de fertilité dans la même clinique que son épouse. Celui-ci est positif également.
« Le problème n’est pas l’odeur de grenouille »
L’odeur de grenouille persiste encore, mais son travail n’avance toujours pas : elle n’a pas écrit un seul conte depuis son remariage. Jang-mi dévoile à son psychiatre ce qu’elle ressent, mais également d’où vient le surnom de son mari, « Prince Grenouille ».
« La Belle au Bois Dormant et le Prince Grenouille »
Myeong-jé a acheté un écran LCD pour regarder la coupe du monde de football. La veille du premier jour de la compétition, il reçoit un coup de téléphone de Seo-yong. Ils se retrouvent tous deux dans un bar où ils boivent beaucoup. Elle finit par s’effondrer, et il l’amène dans un hôtel. Au moment où il allait partir elle se réveille et l’attire à elle. Enfin, ils font l’amour.
« Le Professeur Grenouille et Hans le Ferré »
Jang-mi voit rentrer une nuit son mari très tard, et croit voir son slip à l’envers. Elle voit son psychiatre et découvre que ce qu’elle détestait était le côté enfantin de son mari.
« 1998 again »
Il revoit Seo-yong et pense que c’est elle la femme de sa vie, puisqu’il partage tout avec elle.  Ainsi se prépare sa deuxième séparation d’avec Jang-mi.
« De quelle astre arrives-tu ? »
Lors d’une nouvelle séance de psychanalyse, Jang-mi remonte à son enfance. Elle prend finalement ses distance d’avec son époux, pour quelque temps dit-elle. Se prépare-t-elle également au divorce ?
« L’étoile des larmes est bien loin »
Finalement survient le moment du divorce. Quelque temps plus tard, le voilà promu au sein de son entreprise, mais ne s’en enthousiasme aucunement, faute d’avoir quelqu’un pour le fêter avec lui.
« La Reine du Silence »
Enfin seule, elle reprend ses écrits, mais fâchée avec sa mère, elle ne lui téléphone plus. Son seul contact familial est son père, dont l’état de santé se dégrade rapidement.
« La Princesse des larmes et le Prince du silence »
Trois ans après leur seconde séparation, Myeong-jé trouve dans une librairie « La Princesse des larmes et le Prince du silence », l'œuvre de Elle, primé au concours des débutants. Au moment où il tente de retrouver son numéro effacé, Elle l’appelle. Elle lui demande de venir à l’hôpital car son père très malade le demande.
«  Le groupe sanguin de la Petite Sirène »
Le groupe sanguin de son père est incompatible génétiquement avec de Jang-mi. C’est son ex-beau-fils qui veille le vieux dans la chambre d’hôpital pendant que la mère de Jang-mi raconte à sa fille comment elle est tombée enceinte à 18 ans d’un autre homme que son père.
« La dernière énigme »
Son ex beau-père lui demande de lui teindre ses blancs cheveux en roux, comme ils étaient dans son enfance. Myeong-jé s’exécute, et lorsque Elle revient, elle lui apprend qu’elle aussi est rousse, chose qu’il ignorait puisqu’il l’a toujours connu brune. Mais cela est le fruit d’une teinture...
« Comme dans un conte »
Dans la chambre de l’hôpital, Lui et Elle finissent pas se retrouver...